# José Lothario
Guadalupe Robledo (Monterrey, 12 de diciembre de 1934-San Antonio, 6 de noviembre de 2018) fue un luchador profesional mexicano, conocido por el nombre en el ring José Lothario. Apareció para promociones como la NWA y la WWF.

## Carrera profesional
Lothario comenzó su carrera a principios de los años 1950 en México, donde fue un consumado boxeador y luchador. Lothario, que ya había obtenido éxito allí como luchador, ya estaba bien establecido cuando se aventuró a cruzar la frontera en 1957, trabajando en las Carolinas con el nombre de Joe García. Más tarde se dirigió al territorio de la Costa del Golfo como El Gran Lothario, un apodo que se quedó a lo largo de su carrera. Jugando con su sólida experiencia en el boxeo, Lothario tendría varios títulos de nudillos de bronce en varios territorios, con los duros combates de puños cerrados convirtiéndose en una de sus especialidades. Dusty Rhodes, quien comenzó su carrera en Texas mientras Lothario era cabeza de cartelera, lo llamó el mejor luchador latinoamericano y face del mundo y uno de sus cinco mejores luchadores de todos los tiempos.
Lothario compitió en la National Wrestling Alliance durante la mayor parte de su carrera. Una vez tuvo una racha perdedora de más de 500 partidos. El día de Navidad de 1970, Lothario se asoció con Danny Miller para derrotar a The Infernos y ganar el Campeonato en Parejas de Florida de la NWA, luego de que en storyline, los campeones anteriores, Dusty Rhodes y Dick Murdoch, habían sido despojados del título. Las peleas más grandes de Lotario fueron con Gino Hernandez, a quien derrotó en una pelea de cabelleras en noviembre de 1978, y El Gran Marcus. En equipo con Mil Máscaras, Lothario atrajo multitudes masivas en Houston y San Antonio contra el dúo de heels de Black Gordman y Great Goliath. También fue un pilar en Florida y Texas.
En Florida, Lothario compartió el título por equipos sureños con Don Curtis, Dory Funk, Jr. y Joe Scarpa (también conocido como Chief Jay Strongbow) en tres ocasiones diferentes. Ocupó los cinturones de parejas de Florida con Argentina Apollo y Danny Miller. Ocupó la versión de Florida del título mundial por equipos de la NWA en cuatro ocasiones diferentes: dos con Wahoo McDaniel y una vez con Eddie Graham y Sam Steamboat. Lothario disfrutó de un mayor éxito en Texas, donde ocupó varios títulos importantes en parejas. Compartió los cinturones de los equipos estadounidenses en tres ocasiones con El Halcón, y también tuvo carreras con Mil Máscaras, Tiger Conway Jr. e Ivan Putski. Ocupó el título por equipos de Texas en seis ocasiones, con Mil Máscaras, Rocky Johnson, Ivan Putski, Cien Caras y dos veces con Alberto Madril. Lothario también fue uno de los mejores luchadores individuales en Texas, sosteniendo el campeonato peso pesado de Texas en siete ocasiones, el campeonato de nudillos de Texas cinco veces y el título de televisión de World Class Championship Wrestling dos veces.
Lothario entrenó a Shawn Michaels en la década de 1980, y Lothario se convirtió más tarde en el mánager de Michaels en la WWF en 1996, dirigiendo a Michaels para ganar su primer Campeonato de la WWF en WrestleMania XII. En el evento In Your House 10: Mind Games en septiembre de 1996, Lothario derrotó en un squash a Jim Cornette. Continuó dirigiendo a Michaels hasta Royal Rumble en enero de 1997. Regresó brevemente a WWF en enero de 1999 como parte de una storyline que involucraba a Michaels.

## Vida personal
El hijo de Lothario, Pete, también fue luchador profesional en el área de Texas. Su esposa, Jean Lothario, también luchó con la Southwest Wrestling Alliance de Joe Blanchard. Tienen una hija, Gina.

## Muerte
Lothario murió el 6 de noviembre de 2018 por causas naturales a la edad de 83 años.

## Campeonatos y logros
- Big Time Wrestling (San Francisco)
  - NWA World Tag Team Championship (San Francisco version) (1 veces) - con Pepper Gómez
- Championship Wrestling from Florida
  - NWA Brass Knuckles Championship (Florida version) (3 veces)
  - NWA Florida Tag Team Championship (2 veces) - con Argentina Apollo (1) y Danny Miller (1)
  - NWA Southern Tag Team Championship (Florida version) (5 veces) - con Don Curtis (1), Joe Scarpa (3) y Dory Funk, Jr. (1)
  - NWA World Tag Team Championship (Florida version) (4 veces) - con Wahoo McDaniel (2), Eddie Graham (1) y Sam Steamboat (1)
- Gulf Coast Championship Wrestling
  - NWA Gulf Coast Heavyweight Championship (1 vez)
- L&G Promotions
  - L&G Caribbean Heavyweight Championship (3 veces)
- National Wrestling Alliance
  - NWA Hall of Fame (2017)[9]
- NWA Western States Sports
  - NWA World Tag Team Championship (Amarillo version) (1 vez) - con Pepper Gómez[10]
- NWA Big Time Wrestling
  - NWA American Tag Team Championship (6 veces) - con Ivan Putski (1), Mil Máscaras (1), El Halcón (3) y Tiger Conway, Jr. (1)[11][12]
  - NWA Brass Knuckles Championship (Texas version) (5 veces)[13][14]
  - NWA Texas Heavyweight Championship (7 veces)[15][16]
  - NWA Texas Tag Team Championship (6 veces) - con Mil Máscaras (1), Ivan Putski (1), Alberto Madril (2), Rocky Johnson (1) y Cien Caras (1)[17][18]
  - WCCW Television Championship (2 veces)[19][20]
- NWA Tri-State
  - NWA Louisiana Heavyweight Championship (Tri-State version) (1 vez)
- Professional Wrestling Hall of Fame and Museum
  - Clase de 2021